# Acanthurus fowleri
Acanthurus fowleri är en fiskart som beskrevs av De Beaufort, 1951. Acanthurus fowleri ingår i släktet Acanthurus och familjen Acanthuridae. IUCN kategoriserar arten globalt som livskraftig. Inga underarter finns listade i Catalogue of Life.